# Elminster
Elminster Aumar è uno dei più rilevanti personaggi immaginari dell'universo di Forgotten Realms. Conosciuto anche come Elminster il Saggio, è un mago anziano ma potente. Il creatore dei Reami Perduti, Ed Greenwood, ha delineato le sue gesta in una serie di romanzi, suddivisi, nella versione italiana, in due serie successive: la Trilogia di Elminster e L'epopea di Elminster, che costituiscono la principale fonte di informazioni sul personaggio. Ma la figura di Elminster può essere trovata virtualmente in ogni prodotto per Forgotten Realms. Principe del regno di Athalantar, uno degli Imperi perduti di Faerûn distrutto molti secoli fa, è un Eletto di Mystra, la dea della magia. È stato uno dei primi personaggi creati per l'ambientazione.

## Storia

### Elminster - La nascita di un mago
Elminster - La nascita di un mago è il primo romanzo della serie Elminster, La Nascita di un Mago, racconta la storia delle origini del personaggio, il che spiega perché ha un'esperienza così ampia e variegata. Elminster nacque intorno al 212 CV da Elthryn, il signore del villaggio di Heldon e principe di Athalantar, e sua moglie Amrythale, nel regno di Athalantar. La sua famiglia fu uccisa da un malaugrym che si spacciava per Undarl, uno dei signori della magia dell'antico regno di Athalantar. Raccogliendo la spada spezzata di suo padre, la Lion Sword, il simbolo del grande re del Trono del Cervo (che era il nonno di Elminster), Elminster divenne un brigante.
Ben presto si rese conto che non aveva alcun gusto per l'uccisione e vi rinunciò quando andò a diventare un ladro nella città di Hastarl, la capitale di Athalantar. Incontrò e divenne amico di Farl, un ladro locale, che conosceva Elminster come Eladar "l'oscuro". Lavorarono insieme spesso, formando alla fine una banda chiamata Velvet Hands in opposizione a un'altra banda locale, i Moonclaws, che erano servitori dei signori della magia. Più tardi, mentre origliava un possibile ladro, Elminster incontrò il Magister di quell'epoca, il mago che portava il mantello del potere di Azuth. Quando gli è stato chiesto se fosse interessato a imparare la stregoneria, Elminster ha rifiutato, odiando tutti i maghi a causa dei signori della magia.
Mentre si trovava in un tempio, Elminster ricevette la visita di Mystra, la dea di tutta la magia. Ha parlato e ha lasciato il sbalordito Elminster con il messaggio che dovrebbe conoscere la magia e adorarla. Poco dopo, mentre era ancora un giovane adulto, Mystra trasformò Elminster in una donna di nome Elmara per rafforzare il suo legame con la magia e sapere cosa significa essere una donna. Questo cambiamento gli ha anche permesso di muoversi all'interno dei circoli dei suoi nemici senza che loro sapessero che era in effetti l'ultimo principe sopravvissuto di Athalantar. Per alcuni anni Elmara è stata sacerdotessa di Mystra. Più tardi, un avatar di Mystra (che si chiamava Myrjala "Darkeyes") addestrò Elmara come un mago e la portò da un antico arcanista Netherese che insegnò a Elmara un incantesimo che l'avrebbe trasformata di nuovo in Elminster. Nel tempo che seguì, Elminster imparò molto sulla magia da Myrjala, arrivando al punto in cui avrebbe potuto vendicarsi contro i malvagi signori dei maghi che avevano usurpato il regno. Dopo una terribile battaglia, Elminster perseverò e salì al trono di Athalantar.
Tuttavia, dopo aver riconquistato il suo regno, passò la monarchia a Helm Stoneblade, un cavaliere di Athalantar, affermando di aver voluto vendicare la morte della sua famiglia di lui, non governare. Quando lui e Myrjala lasciarono il regno, il cosiddetto Mago Reale, Undarl, li attaccò e la maga si rivelò essere Mystra. Si offrì di fare di Elminster uno dei suoi Prescelti di lei, e lui accettò prontamente.

### Elminster - Il viaggio
Finita questa prima parte della sua vita, El fu mandato da Mystra nella corte elfica del regno di Cormanthyr (dove entrò nel 241 del Calendario delle Valli), tra le odierne Valli, dove dimoravano elfi molto più arroganti ed anche più potenti di quelli della Grande Foresta.
Li El incontrò il Coronal (il re degli elfi) e la Srinshee (forse la più grande Alta Maga Elfica di Faerûn - Classe di prestigio descritta in Razze di Faerûn), ma per lo più incontrò rivali elfi che non accettavano che un non-elfo imparasse la loro grande magia. Elminster raggiunse il suo scopo e diventò allievo della Srinshee, poi allievo di un mago mascherato che in realtà era il primogenito della famiglia Starym. Mystra invece raggiunse il suo scopo quando gli elfi con l'aiuto di Elminster riuscirono a creare il mythal di Myth Drannor che consentiva, per la prima volta nella storia, l'accesso alla foresta ai non-elfi.
Elminster poi vagò per il mondo in missione per Mystra: il suo compito principale era di lasciare indizi in giro che facilitassero la creazione di nuovi incantesimi da parte dei giovani maghi. Si perse l'assedio di Myth Drannor perché bloccato da una potente maledizione netherese che per fortuna un ignaro gruppo di avventurieri spezzò.

### Elminster - La tentazione
Elminster partecipò alla fondazione degli Arpisti, una società segreta sorta per combattere i tiranni. Combatté contro Shar la divinità della magia dell'Ombra e degli inganni che pilotò la sua chiesa contro di lui, senza però riuscire ad ucciderlo. In quell'occasione poté vedere anche il laboratorio segreto di Karsus. Elminster ha combattuto anche con Manshoon, nei pressi dell'Anauroch dove fu aiutato da una Archilich (è una versione buona del lich - l'archetipo è descritto in Mostri di Faerûn) donna netherese, l'unica donna appartenente al Consiglio degli Alti Maghi Netheresi, che ancora dopo secoli difendeva il castello del consiglio da eventuali invasori.
Elminster crebbe quattro delle Sette Sorelle (personaggi dell'ambientazione) che gli furono affidati da Mystra all'età di qualche anno. Molto in seguito, quando le sorelle diventarono grandi, e dopo che Mystra morì e si reincarnò nella maga Mezzanotte, Elminster si innamorò di Alassra Silverhand (la Simbul), e tuttora sono amanti.

### Elminster all'inferno
Elminster fu attirato circa nel 1372 (CV) nell'inferno da un Arcidiavolo decaduto di nome Jergal. Riuscì ad uscire grazie al Fuoco d'Argento (un dono di Mystra ai suoi eletti), ed all'aiuto proverbiale di Halaster Neromanto e della Simbul. Ha avuto nella sua vita un sacco di apprendisti, tra cui spicca l'ex mago di corte di Cormyr Vangerdahast. Ha avuto anche più di una figlia (solo femmine, per volontà di Mystra), tra cui troviamo Narnra Shalace, una ladra di Waterdeep, Lady Laspeera di Cormyr ed anche la Regina Madre Filfaeril di Cormyr.
Durante il periodo dei disordini riuscì a mettere in salvo lo spirito di Mystra dentro di sé, salvando la magia di tutto Abeir-Toril, e respinse gli eletti rinnegati.
Tra i nemici che ha incontrato nei secoli, spiccano per odio e pericolosità i Maghi rossi di Thay, gli Shadovar e gli Zhentarim.

## Rapporti con la dea Mystra
Il rapporto che si instaurò tra la prima Mystra ed El era di vero amore, anche passionale. Incominciò tutto quando in punto di morte Elthryn, il padre di Elminster, chiese come ultimo desiderio che Mystra vegliasse sul figlio e che se ne prendesse cura.
Col tempo la divinità imparò ad apprezzare il comportamento di Elminster, motivato, non egoistico e sempre generoso, curioso e fonte inesauribile di idee. In pratica finì per innamorarsene.
Mystra donò ad Elminster la sua protezione (l'elezione) ed in cambio, Elminster non doveva fare altro che esserle fedele sempre, essere al suo servizio (non in senso assoluto) e pregarla almeno una volta al giorno accendendo un piccolo fuoco azzurro.
Con il Periodo dei Disordini, dopo che Lord Ao, il supremo dio di tutti i piani di esistenza, punì gli dei faeruniani castigandoli a camminare sulla terra, questi incominciarono a combattersi tra di loro per la semplice sete di potere (in quanto l'uccisione di una divinità può concedere un assorbimento del potere del malcapitato).
Mystra tentò di tornare nel suo piano di esistenza tentando di abbandonare il castigo mortale, ma Lord Ao aveva messo un'altra divinità a garantire il rispetto delle sue leggi. Helm, la Bilancia, il dio neutrale, punì Mystra per l'errore uccidendola nel 1358 (CV).

La maga Mezzanotte divenne (su nomina superdivina - Lord Ao non concesse ad Helm nuovi poteri derivanti dalla uccisione di Mystra) la terza divinità della magia sul Faerûn ed accettò anche lei il nome di Mystra. Questa ha ovviamente tutte le conoscenze delle precedenti, e quindi anche il ricordo per l'amore della prima Mystra per Elminster, ma non prova gli stessi sentimenti della precedente.

Ovviamente Elminster non aveva mancanza di amore, ma in realtà soffre molto la mancanza della sua Mystra. Attualmente El è amato e ricambia l'amore di Simbul, una delle Sette Sorelle, anche loro elette di Mystra.

## La saga della stirpe di Bhaal
Elminster appare ripetutamente nella saga della stirpe di Bhaal, narrata nei videogiochi Baldur's Gate, Baldur's Gate II: Shadows of Amn e nelle loro espansioni. Durante lo svolgersi del gioco, Elminster si limita a fugaci apparizioni, che hanno lo scopo di consigliare il protagonista del gioco e metterlo in guardia sugli avvenimenti futuri.